# Almargella cristata
Almargella cristata är en stekelart som beskrevs av Lubomir Masner och Lars Huggert 1989. Almargella cristata ingår i släktet Almargella och familjen gallmyggesteklar. Inga underarter finns listade i Catalogue of Life.